# الفرسان (مسلسل)
الفرسان هو مسلسل مصري تاريخي من إخراج حسام الدين مصطفى بطولة أحمد عبد العزيز ومادلين طبر وأحمد ماهر ونوال أبو الفتوح وجمال عبد الناصر وجمال إسماعيل وعبد الله محمود

.

## قصة المسلسل
يدور المسلسل حول مصر والعالم الإسلامي أثناء فترة هجوم المغول عليها منذ بداية سقوط خوارزم في يدهم وبيع محمود في سوق الرقيق وكيف صار من المماليك في مصر، حتى أصبح ملكا باسم (قطز)، ويتناول المسلسل تحطيم التتار في معركة عين جالوت.

## تمثيل

### الممثلون
| - أحمد عبد العزيز: محمود أو سيف الدين قطز - أحمد ماهر: جنكيز خان/هولاكو - مادلين طبر: هند زوجة قطز (جلنار) - شيرين: ياسمين زوجة محمود الثانية - نوال أبو الفتوح: الملكة شجر الدر - مشيرة إسماعيل: جنات خاتون والدة قطز - حمدي غيث: العز بن عبد السلام - كريمة مختار: مربية قطز وهند ووالدة تمام - سعيد عبد الغني: عز الدين أيبك - أحمد توفيق: الوزير زين الدين الحافظي - جمال إسماعيل: الخليفة العباسي المستعصم بالله - فؤاد أحمد: مجاهد الدين بن دويدار قائد جيش الخليفة المستعصم - أحمد خليل: مؤيد الدين بن العلقمي وزير الخليفة المستعصم بالله - رشوان توفيق: الشيخ هاشم والد ياسمين - محمد السبع: الشيخ بكير مربي قطز وهند ووالد تمام - نبيل الدسوقي: العم عارف مربي قظز وياسمين - سناء شافع: الفارس الصليبي أرمان مساعد والي عكا حنا ديبريان - سيد زيان: ميهوب صاحب حانة في دمشق - جمال عبد الناصر: الظاهر بيبرس | - عبد الله محمود: تمام بن الشيخ بكير - غسان مطر: فارس الدين أقطاي الجمدار - تهاني راشد: جهان خاتون زوجة السلطان جلال الدين منكبرتي - عادل هاشم: الملك الصالح أيوب - كنعان وصفي: كتبغا أحد قادة جيش التتار - محمد الشويحي: عامل سكير من دمشق ومن عملاء الوزير زين الدين - فاروق نجيب: المعلم جرجس حلواني بالقاهرة - عائشة الكيلاني: بوتاي زوجة جنكيز خان - رياض الخولي: أبو بكر أحمد بن الخليفة المستعصم بالله - رمزي غيث: عبد الله تتري هرب جنات خاتون وأسلم وتزوجها - هشام عبد الله أخو محمود من أمه وإبن عبد الله - عادل المهيلمي: الملك الصالح عماد الدين إسماعيل - عادل أمين: ميرزا يوسف وزير السلطان جلال الدين - أحمد فؤاد سليم: تيمور مالك قائد حرس قصر السلطان جلال الدين - ألان زغبي: الملك الصليبي لويس التاسع - سامي طموم: الملك الناصر يوسف ملك دمشق - محيي الدين عبد المحسن: سيف الدين بن بهراق أحد قادة جلال الدين - مرسي الحطاب: - أمين هاشم: الخليفة العباسي منصور المستنصر بالله | - مها عطية - فلك نور - لمياء الأمير: ميرام سبية صينية مسيحية أسرها جنكيز خان - أمنية رشدي: نجلاء صديقة ياسمين - عواطف حلمي: زوجة الشيخ هاشم - سناء سليمان: حكم الدار خادمة زوجة السلطان جلال الدين - صافيناز فتحي - نسمة محمود - محمود العراقي: النخاس عباس المصري - أبو الفتوح عمارة: فرهود قاطع طريق خطف محمود صغيرا - عثمان محمد علي: السلطان جلال الدين منكبرتي - فادية عكاشة: زوجة أيبك الأولى و أم علي - أيمن عبد الرحمن: الوزير يعقوب - عادل برهام: جمال الدين بن الأثير وزير الملك الناصر - عمرو محمد علي: رسول هولاكو إلى الوزير العباسي مؤيد الدين بن العلقمي - شريف محسن: ملاك ابن المعلم جرجس الحلواني - أحمد زاهر: فارس صليبي من جند الملك لويس التاسع - حلمي فودة: أحد معاوني فارس الدين أقطاي الجمدار |

### ومشاركة
أحمد الحريري - عثمان الحمامصي: بهلوان أزبك أحد قادة جلال الدين - محمود الشاطبي - مصطفى هاشم - أحمد حجازي - زكي عبد المجيد - عبد الحميد أنيس - محمد سعيد - عادل صقر - جمال زغلول: ابن لجنكيز خان - عادل الشناوي - نبيل الغول - حسن صلاح - محمود عبد الغفار - خيري القليوبي - محمد نبيل- هشام محمد علي - عصمت حمدي - عبد الله كامل -بدر الدين حسني- علي عرابي- أنس المصري - همام تمام - محمود جليفون- زين علي فايق - سيد الصاوي - رشدي متولي - فؤاد بشارة - ماهر عبد الظاهر - محمد عبد الرازق - حسن عثمان - محمد عبده - مجدي عبد الحليم - طارق الباجوري - محمد درديري - أحمد فوزي - أنور حسونة - محمد إمام - إبراهيم وجدي - عبد السلام عبد العزيز - سليمان حسين - محمد وردة - عصام الشويحي - محمد الدقي - محمد أمين عطية - عادل زهدي - متولي علوان: شيخ معزول - أحمد حافظ بدر: قاتل جلال الدين - استيفان منير - أحمد عمار - محمد عتريس - مصطفى أبو العزايم - فاطمة شوشة - جمال حماد - محمد صلاح - أكرام فارس - عبد الرحمن حامد - محمد الفران - مجدي ياسين

### الأطفال
- نانسي سيد أبو السعود.. هند
- مني فاروق.. ياسمين
- أحمد عزمي.. بيبرس
- الحسيني حلمي.. قطز
- محمد محمد جمال.. هولاكو
- محمد شادي.. بدر الدين أبن جلال الدين

### فريق العمل
| - أشعار: مصطفي الضمراني - موسيقي وألحان: د. جمال سلامة - غناء: مها عطية - غادة أدهم - مهندس الديكور: صالح المرسي - تصميم أزياء: سامية عبد العزيز | - مدير الإضاءة أيمن سليمان - مدير التصوير: تيمور بكير - تصوير: ميرفت محي الدين - إيمان بكر - نصر عبد السيد - محمود عطا- معتز عبد الحميد - مونتاج فيديو: يوسف رجب - إعداد موسيقي ومكياج: حسن صفافة | - مساعد إخراج أول: أسامة قاسم - جمال الدرديري - مدير الإنتاج: سيد أبو السعود - إنتاج قطاع الإنتاج بالاذاعة والتليفزيون - إخراج حسام الدين مصطفى |